# Bojana Nikolić
Bojana Nikolić cyr. Бојана Николић,  (ur. 31 lipca 1980 w Pirocie) – serbska malarka.

## Życiorys
Córka Nebojšy i Žanki z d. Ravlić. W latach 2000-2005 studiowała malarstwo w Akademii Sztuk Pięknych w Belgradzie (klasa Velizara Krsticia i Zorana Vukovicia). W 2008 obroniła pracę magisterską pod kierunkiem Čedomira Vasicia. Trzy lata później obroniła pracę doktorską pod kierunkiem Velizara Krsticia. Po studiach pracowała w Wyższej Szkole Pedagogicznej w Pirocie, a także w Akademii Sztuk Pięknych w Tours.

## Twórczość
Od 2009 współpracuje z malarzem i architektem Mirko Stanimiroviciem przygotowując dzieła ambientowe i instalacje artystyczne eksponowane w przestrzeni publicznej. Jej dzieła bliskie ekspresjonizmowi cechuje niezwykła intensywność barw. Uczestniczyła w realizacji projektu budowy Muzeum Sztuki Współczesnej Wojwodiny. Pierwszą wystawę jej prac otwarto w 2005 na Nowym Belgradzie. Kolejne wystawy indywidualne artystki miały miejsce w Pirocie, Kraljevie, Niszu, Nowym Sadzie, a także w Bułgarii, we Włoszech (Florencja) i we Francji.
W 2005 została wyróżniona Nagrodą Risto i Bety Vukanoviciów za dokonania artystyczne.

## Galeria

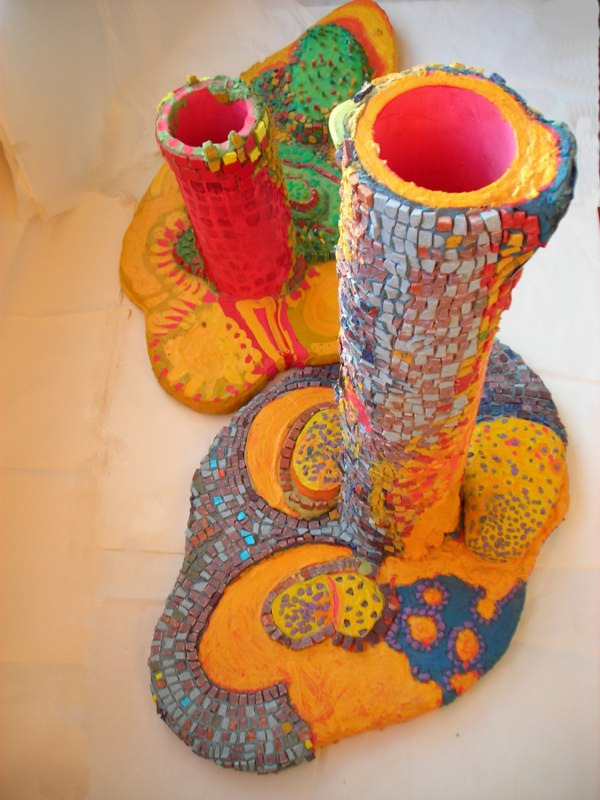
Život (2014)
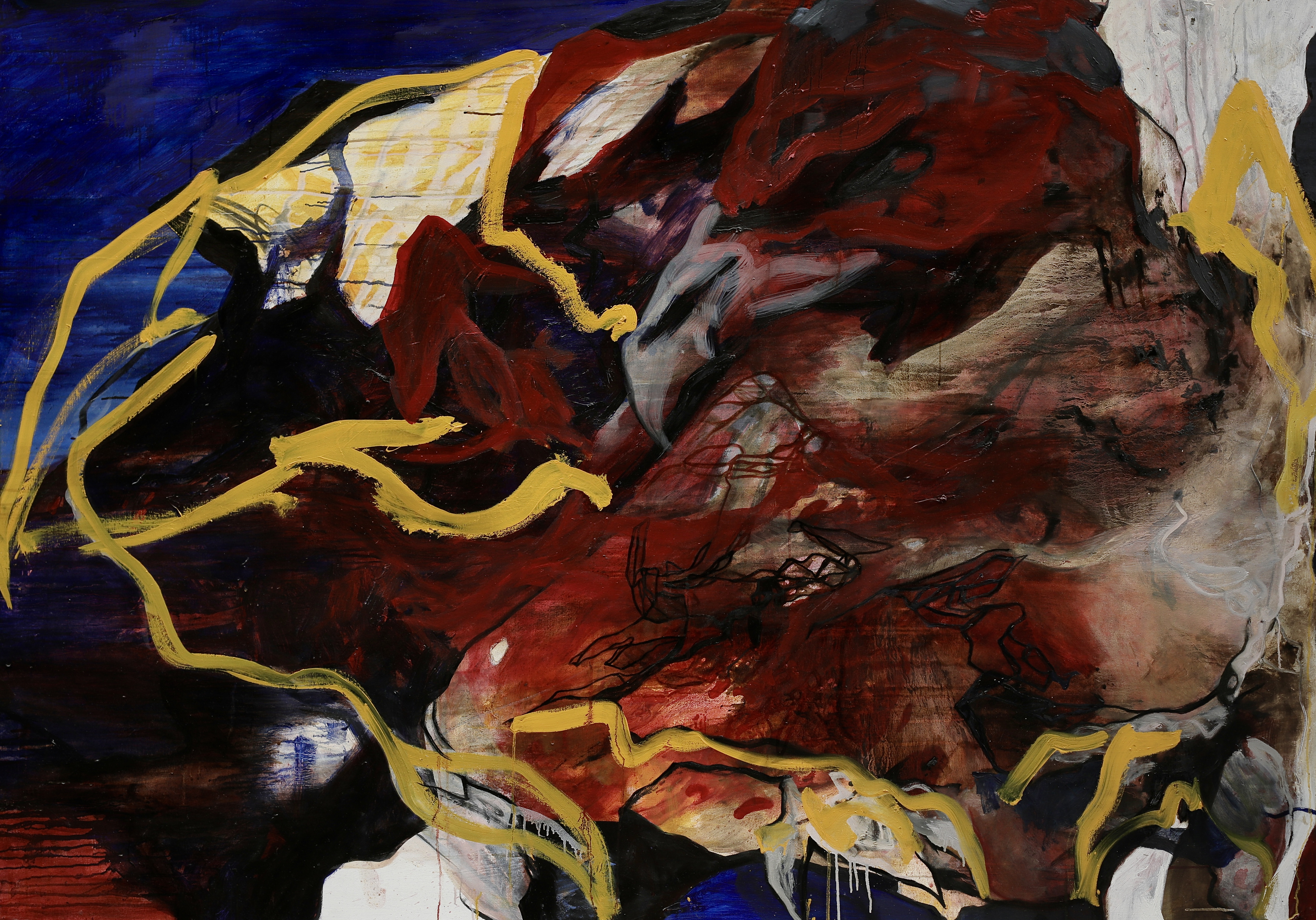
Arkadija
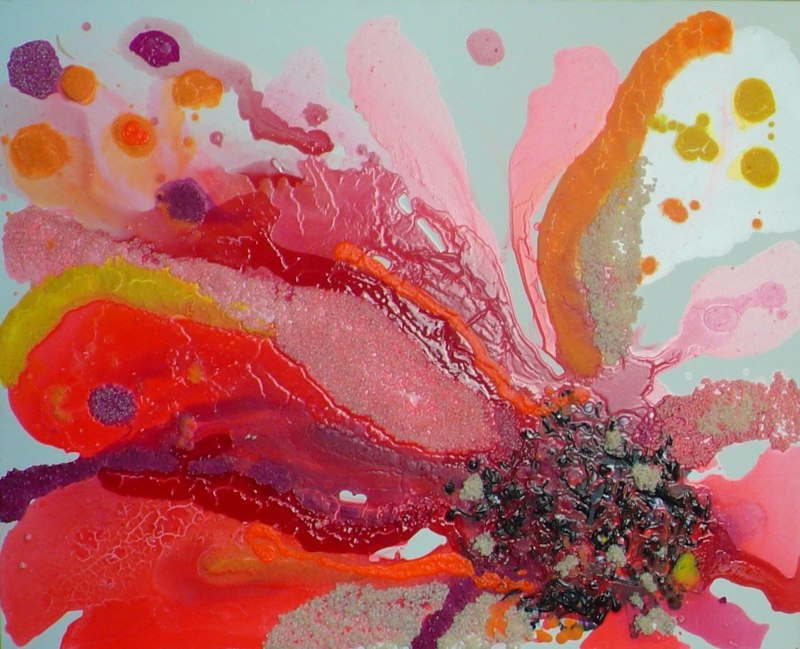
Flower
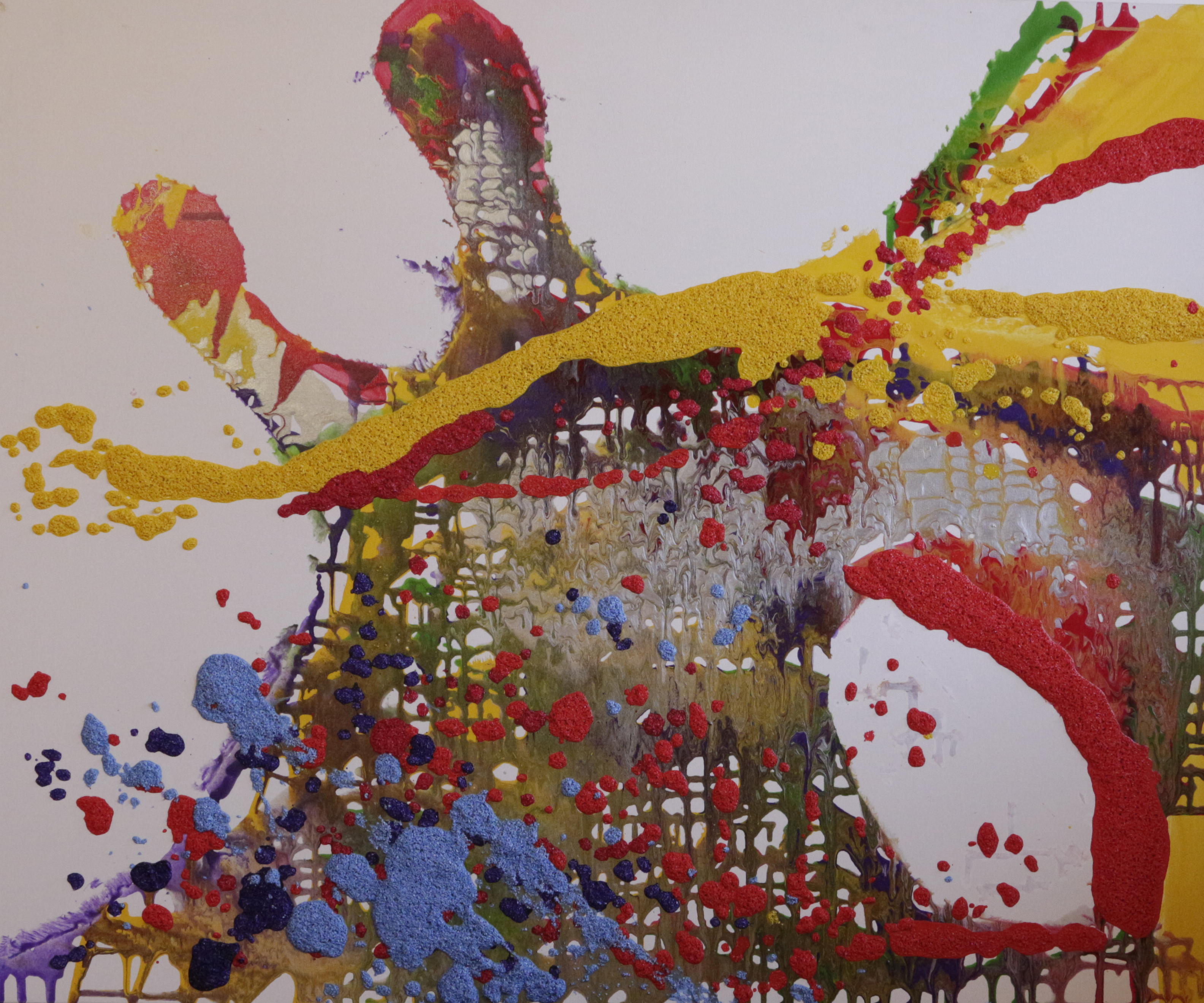
Bitak
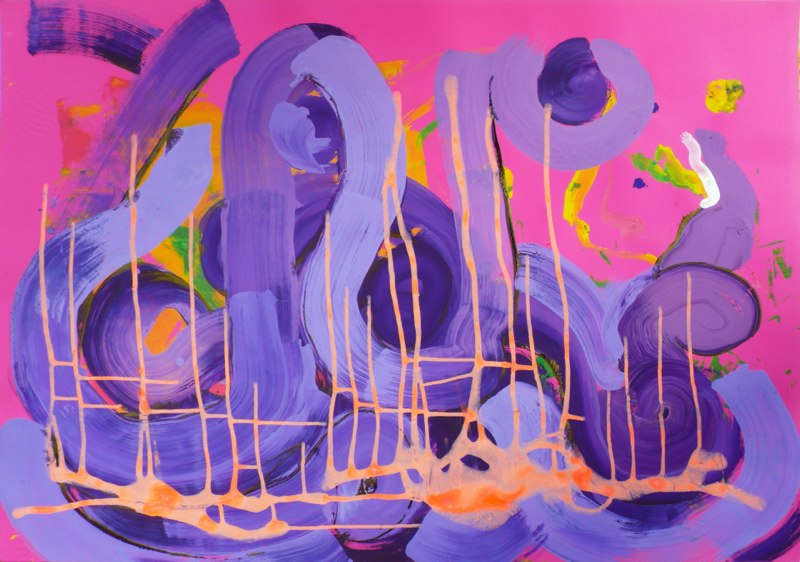
Zbrka